# Gozd Martuljek
Gozd Martuljek – wieś w Słowenii, w gminie Kranjska Gora. W 2018 roku liczyła 636 mieszkańców.